# Cyphastrea chalcidicum
Espèce
Statut CITES
Cyphastrea chalcidicum est une espèce de coraux appartenant à la famille des Faviidae ou à la famille Merulinidae.